# Quest for Glory III: Wages of War
Quest for Glory III: Wages of War es un videojuego híbrido de aventuras y rol lanzado en 1992 para MS-DOS. Es la tercera entrega de la serie de videojuegos Quest for Glory y la secuela de Quest for Glory II: Trial by Fire.
Quest for Glory II insinuó que Ad Avis regresaría en esta entrega de la serie de videojuegos. Sin embargo, los Cole no pensaron que podrían llegar a una nueva audiencia con un juego que tuviera un tono significativamente más oscuro que los juegos anteriores de la serie. Por lo tanto, se creó Quest for Glory III: Wages of War en su lugar, con el juego simplemente insinuando el paradero de Ad Avis y guardando esa trama particular para Shadows of Darkness, que se convirtió en el cuarto de la serie.
El juego fue relanzado en Steam con soporte para Windows.

## Trama
Rakeesh el Paladín lleva al Héroe (y Príncipe de Shapeir) junto con Uhura y su hijo Simba a su tierra natal, la ciudad de Tarna en un país de jungla y sabana llamado Fricana, que está inspirado en los ecosistemas de África central. Fricana es el hogar de los Liontaurs, criaturas mitad humanos, mitad león.
La ciudad Liontaur de Tarna está al borde de una guerra; los Simbani, la tribu de Uhura, están listos para luchar contra los Hombres Leopardo. Ambas tribus han tomado una reliquia sagrada de la otra tribu y se han negado a devolverla antes de que la otra lo haga. El Héroe debe evitar la guerra y luego frustrar a un demonio que puede estar suelto en el mundo.
El Héroe se gana la membresía en las tribus en guerra y lidera a sus nuevos aliados en la batalla contra el mago demonio. Tan pronto como gana la batalla, el Héroe desaparece repentinamente en la oscuridad.

## Jugabilidad
Al igual que en las entregas anteriores, este juego ofrece tres clases de personajes «estándar»: guerrero, mago y ladrón. Sin embargo, se puede descubrir una clase «oculta»: el paladín. En el final del juego anterior, un personaje que haya demostrado ser lo suficientemente honorable recibe el nombre de «paladín» de Rakeesh y puede importarse a Quest for Glory III como tal. Sin embargo, cualquier personaje guardado de cualquier otra clase también puede importarse como paladín, conservando todas sus habilidades adquiridas en los juegos anteriores. Este sistema permite crear personajes de clases cruzadas, de modo que el paladín, por ejemplo, puede usar sus propias habilidades específicas junto con los hechizos destinados al mago sin ninguna penalización.
La clase luchador es la favorita en Wages of War y tiene acceso a las misiones de Trials of Simbani. Los usuarios de magia son tratados con hostilidad y solo tienen una misión secundaria que implica crear un bastón mágico y desafiar al chamán hombre leopardo, mientras que los ladrones se ven relegados a solo dos incidentes que son particulares para ellos y en los que pueden usar sus habilidades específicas de clase.
A diferencia de los dos primeros juegos, Quest for Glory III presenta una pantalla de «mundo exterior» donde todas las ciudades y puntos de referencia importantes están representados en miniatura, en lugar de la serie de pantallas interconectadas que usaban las otras entregas de la franquicia. El viaje a través de este mundo está sujeto a encuentros aleatorios con enemigos, a los que el personaje del jugador debe derrotar en batalla o escapar. Mientras viaja de un punto de referencia a otro, el tiempo pasa rápidamente y el jugador es propenso a encuentros aleatorios, la mayoría de los cuales son hostiles. El sigiloso personaje ladrón es menos propenso a estos encuentros. Algunos encuentros aleatorios no son hostiles, pero de todos modos útiles de una manera u otra, como el Terrible Waffle Walker (destinado a salvar al Héroe de morir de hambre) y Arne el Cerdo Hormiguero (al que se le puede preguntar para obtener pistas).

## Desarrollo
El juego fue creado en SCI1 de Sierra, el Sierra Creative Interpreter Versión 1. Wages of War marcó el primer juego de la serie en usar el motor gráfico VGA que se usaría para el siguiente juego de la serie. En lugar de una interfaz de analizador de texto para controlar al héroe, el uso del mouse para apuntar y hacer clic fue el dispositivo de entrada principal.
Según Corey Cole, Lori Cole fue responsable del «90% del trabajo de diseño» de Quest for Glory III, lo que hizo mientras también supervisaba la nueva versión VGA de Quest for Glory: So You Want to Be a Hero.
Debido a un descuido de programación, es imposible lograr una puntuación perfecta en Quest for Glory III. Además, debido a un fallo imprevisto al principio del juego, es posible que el juego no se pueda ganar si el jugador se pierde un evento clave.
Corey Cole ha declarado que el juego se desarrolló con un presupuesto de 750.000 dólares.

## Recepción
Los cambios introducidos en esta entrega de la serie de videojuegos fueron recibidos con reacciones mixtas de parte de los fanes, particularmente con respecto a la interfaz point and click que reemplazó al analizador de texto que habían usado los juegos anteriores de la serie. Se lo considera en su mayoría como un esfuerzo pedestre.
Computer Gaming World afirmó que Quest for Glory III «ofrece quizás el telón de fondo más exótico e intrigante» de la serie, y elogió los gráficos VGA y la banda sonora «suntuosos». La revista concluyó que el juego «es otro producto excelente de los personajes creativos de Sierra», y afirmó que para el próximo juego «será difícil de superar las expectativas generadas por la excelencia ya encontrada». En 1993, Dragon le dio al juego 5 de 5 estrellas.
En 1994, PC Gamer US nombró a Quest for Glory III como el 28.º mejor juego de computadora de la historia. Los editores escribieron: «Con una trama bien tejida, gráficos fantásticos y una banda sonora excelente, Quest for Glory III es lo que la aventura significa».
Neil J. Rubenking de PC Mag consideró que el juego era una «mezcla perfecta» de juego de rol y juego de aventuras, y apreció la ligereza proporcionada por los personajes del mundo entre los momentos más tensos de la batalla.

### Reseñas retrospectivas
Michael Baker de RPGamer le dio al juego 3 de 5 estrellas. Consideró que Wages of War «podría haber sido mucho más complejo y emocionante de lo que realmente fue», y criticó el sistema de combate del juego. También consideró que los gráficos VGA estaban menos bien utilizados que los gráficos EGA en la entrega anterior de la serie. Richard Cobbet de PC Gamer considera que el título «es un juego un poco de relleno».